# Takayoshi Ohmura
Takayoshi Ohmura (大村孝佳, Ōmura Takayoshi) (Osaka, 26 de dezembro de 1983) é um guitarrista japonês, notório por seu trabalho com a banda Babymetal. Seu estilo de musica flerta entre o Heavy Metal e Hard Rock, com alguns momentos lembrando o Heavy Metal Melódico e o Neoclassicismo a la Yngwie Malmsteen.
Seu primeiro instrumento foi o piano, que ele começou a tocar quando tinha três anos de idade. Aos 11 anos, Takayoshi começou a tocar violão, mudando-se para a guitarra aos 14 anos de idade. Com 17 anos, ele desenvolveu um interesse pelo hard rock ocidental e pela heavy metal e se dedicou a isso.
Ohmura frequentou o Guitar Institute of Technology (GIT) em 2002 na escola MI Japan Osaka por dois anos. Ele também conheceu e tocou com Vitalij Kuprij, e gravou o CD "Nowhere To Go" com Richie Kotzen, Mark Boals e Doogie White.
Ohmura formou a banda Cross Hard em 2005, com a qual lançou o álbum "Eclipse From East" em 25 de maio de 2005. Em 2006, junto com o baixista do Cross Hard, Kaoru, ele formou outra banda chamada Gloria e lançou seu primeiro mini-álbum "MOTIF" em 26 de março de 2008. Um segundo mini-álbum "Acrobatic Road" foi lançado em 21 de janeiro de 2009. Ele tocou violão em turnê por Marty Friedman e tem sido membro de, ou tocou com, entre outros, a cantora pop taiwanesa A-Mei, a cantora japonesa Liv Moon (Akane Liv), o big band de Jazz, o Pentágono Royal Garden (DCPRG) Gloria, C4, Uroboros e Babymetal. Ele também é instrutor no Musicians Institute Japan (MI Japan).

## Prêmios e Indicações
| Ano  | Prêmio                       | Categoria                          | Resultado | Ref.  |
| ---- | ---------------------------- | ---------------------------------- | --------- | ----- |
| 2014 | BEEAST Magazine Music Awards | Best Performance "Guitarist Award" | Indicado  | [ 3 ] |

## Discografia
- 2004 - Nowhere To Go (EP)
- 2006 - Power Of Reality
- 2007 - Emotions in Motion
- 2011 - Hard Corps : Uprising (Trilha-sonora de jogo de Video Game)
- 2012 - Devils In The Dark
- 2014 - Devils In The Dark: Final Edition
- 2017 - Cerberus

### Com a banda "Cross Hard"
- 2005 - Eclipse From East

### Com a banda "Gloria"
- 2008 - MOTIF
- 2009 - Acrobatic Road

### Com "A.S.H."
- 2010 - Blazblue Song Accord 1 with Continuum Shift
- 2011 - Blazblue Song Accord 2 with Continuum Shift

### Com "Date Course Pentagon Royal Garden"
- 2011 - Alter War in Tokyo

### Outros
- 2010 - V.A. - SOUND HOLIC - Metallical Astronomy